# Norrlands universitetssjukhus

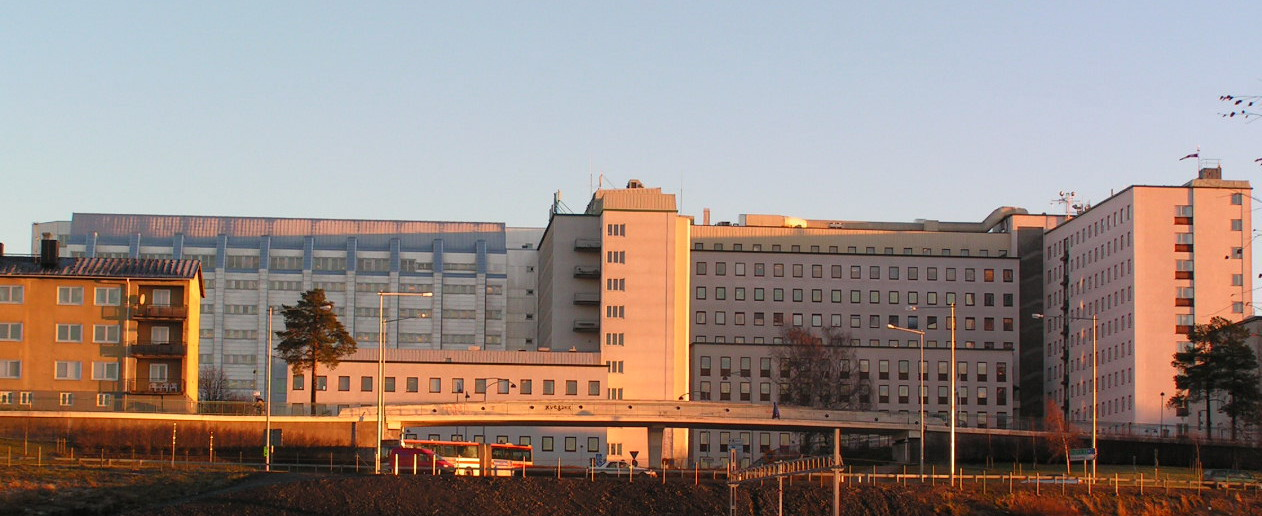
Gesamtansicht von Norrlands universitetssjukhus

Norrlands universitetssjukhus (Nus), deutsch  Universitätsklinik Norrland, ist ein Krankenhaus in Umeå mit drei Funktionen. Die Klinik ist Lokalkrankenhaus (länsdelssjukhus) für den Bereich Umeå, Provinzkrankenhaus (länssjukhus) für die Provinz Västerbottens län und Regionalkrankenhaus (regionsjukhus) für die vier nördlichsten Provinzen Jämtland, Västernorrland, Västerbotten und Norrbotten.
Als Regionalkrankenhaus bedient das NUS nahezu eine Million Menschen, die sich über halb Schweden verteilen. Außerdem trägt es zusammen mit der Universität Umeå zur Ausbildung von unter anderem Ärzten, Krankenschwestern und Krankenpflegern bei. Das Krankenhaus hat etwa 5.600 Angestellte.